# Pentziinae
 Pentziinae  Oberprieler & Himmelreich, 2007 è una sottotribù di piante angiosperme dicotiledoni della famiglia delle Asteraceae (sottofamiglia Asteroideae e tribù Anthemideae/clade Asian-southern African grade).

## Etimologia
Il nome della sottotribù deriva dal suo genere tipo Pentzia Thunb., 1800 il cui nome a sua volta è stato dato in ricordo del collezionista di piante svedese Hendrik Christian Pentz (1738-1803).

Il nome scientifico della sottotribù è stato definito dai botanici contemporanei Christoph Oberprieler (1964-) e Sven Himmelreich nella pubblicazione "Willdenowia. Mitteilungen aus dem Botanischen Garten und Museum Berlin-Dahlem. Berlin-Dahlem -  37(1): 99 (-100). 2007" del 2007.

## Descrizione

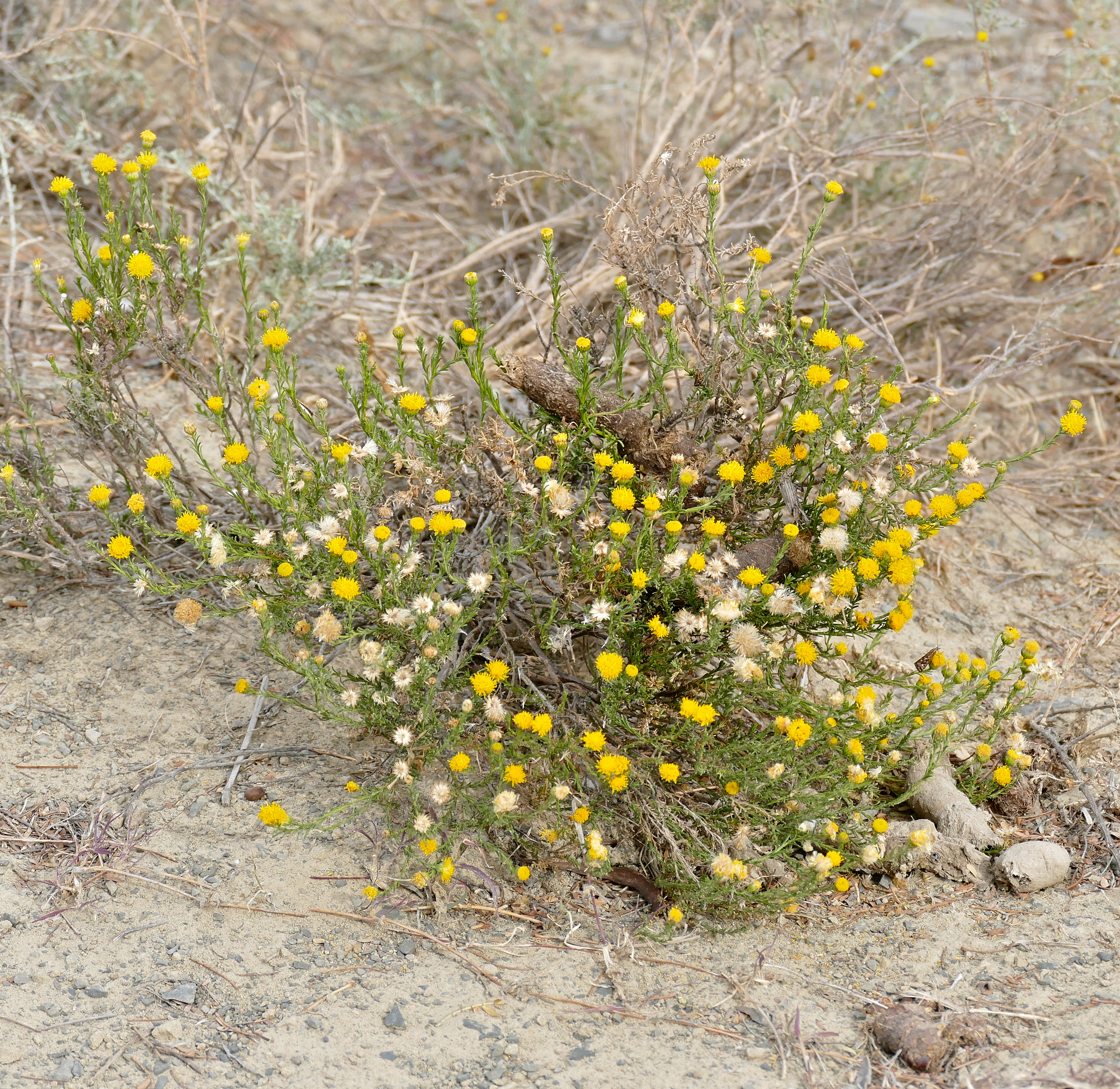
Il portamento
Pentzia incana

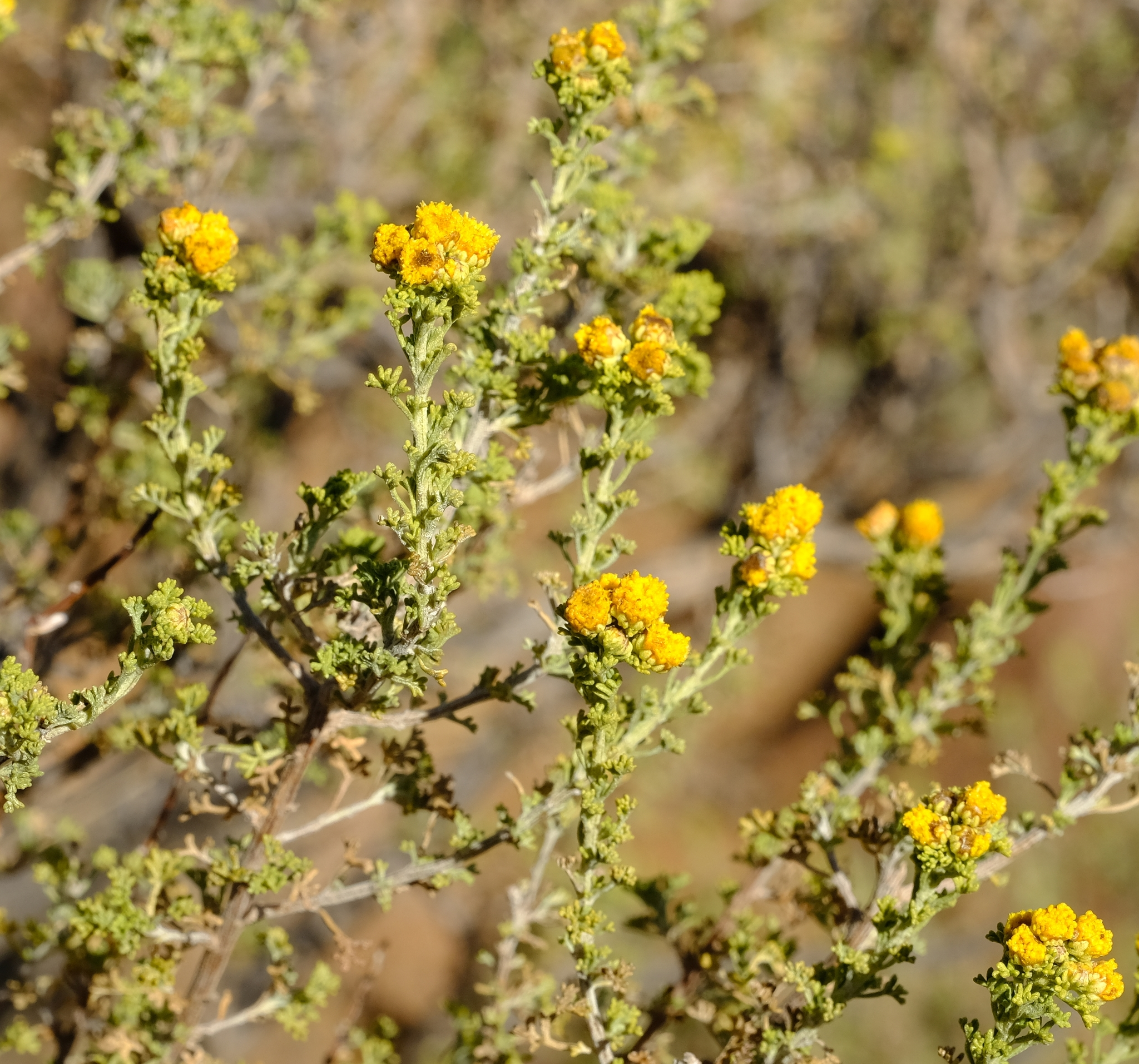
Le foglie
Pentzia punctata

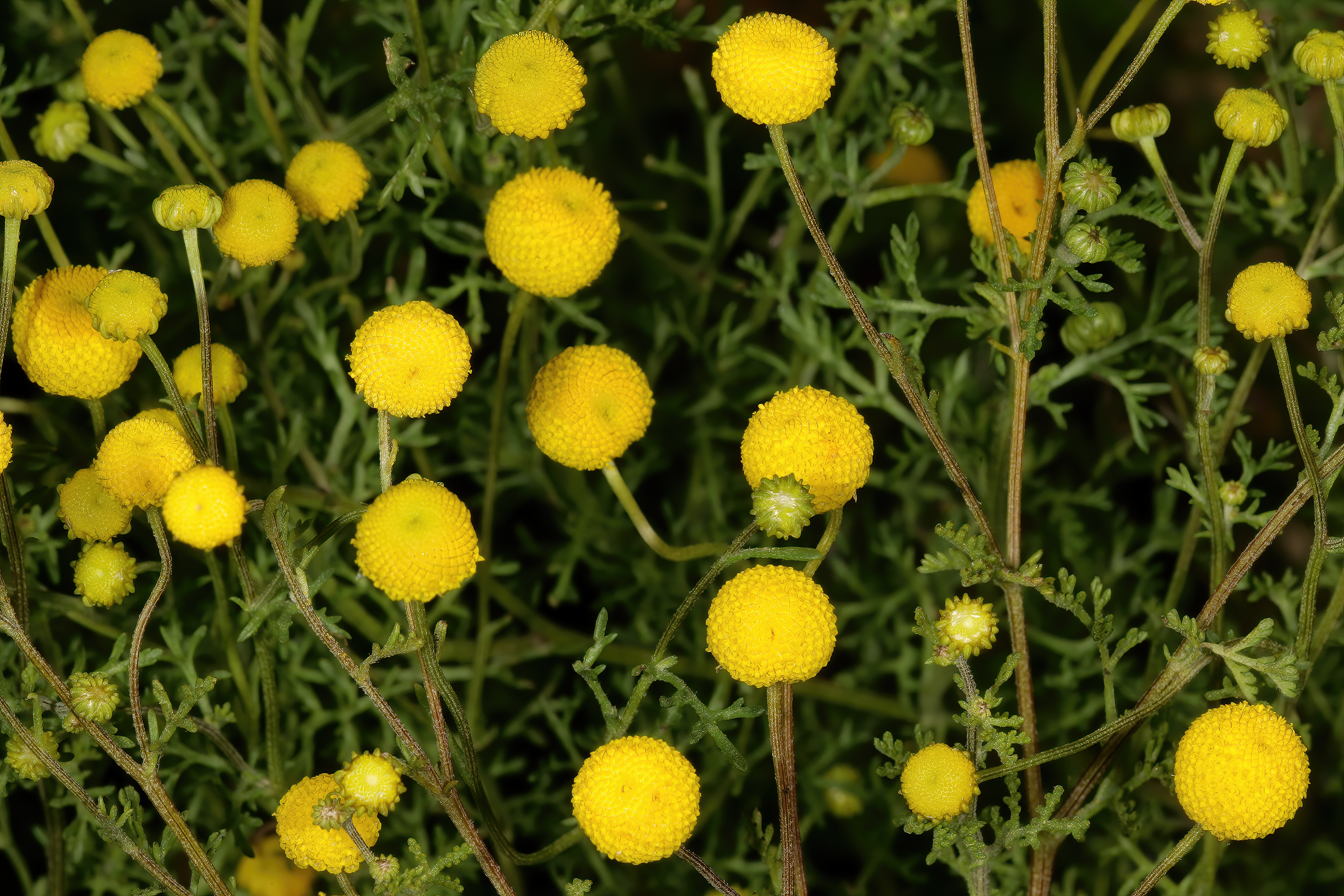
Infiorescenza
Oncosiphon pilulifer

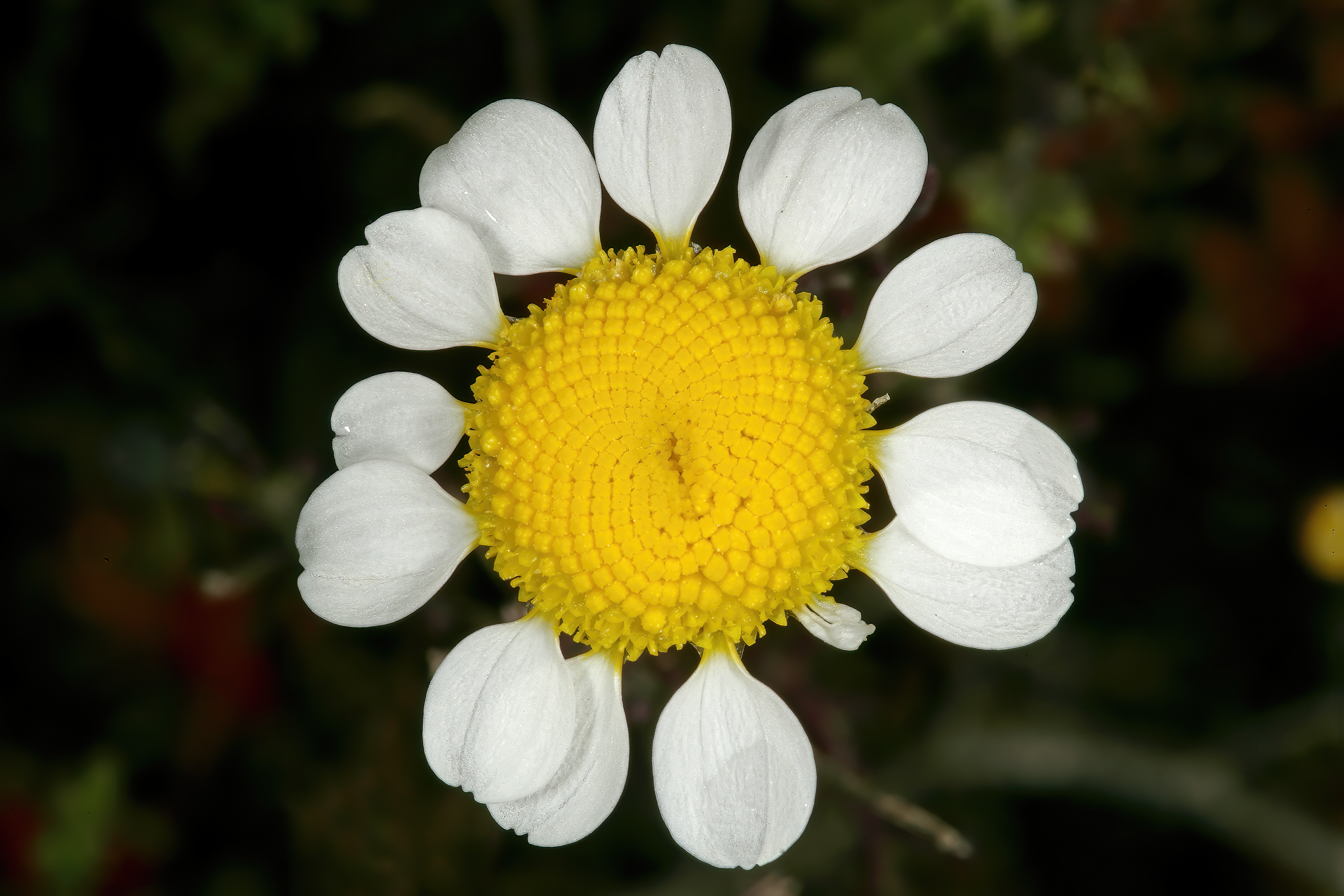
I fiori
Oncosiphon africanus

Portamento. Le specie di questo gruppo sono arbustive (Cymbopappus, Marasmodes e Pentzia) o erbacee annuali  (Foveolina, Myxopappus e Oncosiphon) con indumento lanoso o formato da peli basifissi, raramente di peli medifissi (Pentzia). Alcune specie sono aromatiche.
Fusto. La parte aerea in genere è eretta, semplice o ramosa. 
Foglie. Le foglie lungo il fusto sono disposte in modo alterno (raramente opposto in Pentzia); a volte sulle piante si presentano in modo "affollato". La lamina è intera (lineare) o 1-2-pennatosetta.
Infiorescenza. Le sinflorescenze sono formate da capolini o solitari o raccolti in modo corimboso lasso. Le infiorescenze vere e proprie sono composte da un capolino terminale peduncolato di tipo radiato, disciforme o discoide, normalmente con fiori eterogami (raramente omogami). I capolini sono formati da un involucro, con forme emisferiche/cilindriche (raramente è urceolato - Marasmodes), composto da diverse brattee, al cui interno un ricettacolo fa da base ai fiori di due tipi: fiori del raggio e fiori del disco. Le brattee, piatte e a consistenza erbacea, sono disposte in modo più o meno embricato su più serie (da 3 a 5). Il ricettacolo, piano-convesso, è sprovvisto di pagliette avvolgenti la base dei fiori. Le brattee al margine a volte sono scariose e colorate di bruno, in altri casi sono strette e appuntite e non scariose, mentre al centro può essere presente un canale resinoso.
Fiori.  I fiori sono tetra-ciclici (formati cioè da 4 verticilli: calice – corolla – androceo – gineceo) e pentameri (calice e corolla formati da 5 elementi). Si distinguono in:
- fiori del raggio (esterni): sono femminili e sono disposti su una serie; la forma è ligulata (zigomorfa); a volte possono mancare o essere sterili; possono essere assenti (Foveolina);
- fiori del disco (centrali): sono più numerosi con forme brevemente tubulose (attinomorfe); sono ermafroditi (o funzionalmente maschili).

- Formula fiorale:

*/x K {\displaystyle \infty }, [C (5), A (5)], G 2 (infero), achenio
- Calice: i sepali del calice sono ridotti ad una coroncina di squame.

- Corolla: 
  - fiori del raggio: la forma della corolla alla base è più o meno tubulosa-imbutiforme, mentre all'apice è ligulata; la ligula può terminare con alcuni denti; il colore è bianco, rosa o purpureo;
  - fiori del disco: la forma è tubulare bruscamente divaricata in 5 lobi (a volte la corolla può presentarsi con un numero minore di lobi - Foveolina); i lobi, patenti o eretti, hanno una forma deltata o più o meno lanceolata; il colore in genere è giallo. La parte basale dei fiori tubulosi è rigonfia in alcune specie (Oncosiphon).

- Androceo: l'androceo è formato da 5 stami (alternati ai lobi della corolla) sorretti da filamenti generalmente liberi e sottili; gli stami sono connati e formano un manicotto circondante lo stilo. Le antere possono essere sia di tipo basifissa che mediofissa (ossia attaccate al filamento per la base – nel primo caso; oppure in un punto intermedio – nel secondo caso).[12] Questa caratteristica ha valore tassonomico in quanto distingue i generi gli uni dagli altri. Il tessuto endoteciale (rivestimento interno dell'antera) è quasi sempre non polarizzato. Il polline è sferico con un diametro medio di circa 25 micron;  è tricolporato (con tre aperture sia di tipo a fessura che tipo isodiametrica o poro) ed è echinato (con punte sporgenti).

- Gineceo: l'ovario è infero uniloculare formato da 2 carpelli. Lo stilo (il recettore del polline) è profondamente bifido (con due stigmi divergenti) e con le linee stigmatiche marginali separate o contigue. I due bracci dello stilo hanno una forma troncata e possono essere papillosi o ricoperti da ciuffi di peli.

Frutti. Il frutto è un achenio oblungo (o obvoide) con 3 - 5 coste longitudinali. All'apice, marginalmente arrotondato e con orlo intero o dentato, può essere presente una coroncina di 3 – 10 squame (o con una grande adassiale e una più piccola abassiale scaglia); il pericarpo talvolta è spugnoso (Myxopappus), con cellule miogeniche sulle costole e sulla superficie abassiale, senza sacche di resina (raramente le cellule miogeniche sono assenti - Oncosiphon e alcune specie di Pentzia).
Tabella sinottica di confronto di alcuni caratteri dei generi della sottotribù:
| Carattere             | Cymbopappus                        | Foveolina                                                   | Marasmodes               | Myxopappus                                | Oncosiphon                                 | Pentzia                          |
| --------------------- | ---------------------------------- | ----------------------------------------------------------- | ------------------------ | ----------------------------------------- | ------------------------------------------ | -------------------------------- |
| Portamento            | Arbustivo                          | Erbaceo annuale                                             | Arbusti o subarbusti     | Erbaceo annuale                           | Erbaceo annuale                            | Arbusti o subarbusti             |
| Capolino (e supporto) | Radiato peduncolato (o subsessile) | Radiato (o raramente disciforme) peduncolato                | Discoide sessile         | Disciforme peduncolato                    | Discoide (o raramente radiato) peduncolato | Discoide peduncolato             |
| Fiori del disco       | 5 lobi con venature                | 4 - 5 lobi con corolla dilata alla base                     | 5 lobi con venature      | 4 - 5 lobi                                | 4 lobi con corolla dilatata                | 5 lobi con venature              |
| Pappo                 | 3 - 5 scaglie membranose           | Padiglione auricolare adassiale spugnoso (presente/assente) | 7 - 9 scaglie membranose | Assente (cellule miogeniche presenti)     | Corona ridotta di scaglie                  | 3 - 5 scaglie (presenti/assenti) |
| Achenio               | 5 coste miogeniche                 | 3 coste (polimorfo)                                         | 5 coste miogeniche       | 3 coste miogeniche (rugoso se disciforme) | 4 coste (non miogeniche)                   | Circa 5 coste                    |

## Biologia
Impollinazione: l'impollinazione avviene tramite insetti (impollinazione entomogama tramite farfalle diurne e notturne).

Riproduzione: la fecondazione avviene fondamentalmente tramite l'impollinazione dei fiori (vedi sopra).

Dispersione: i semi (gli acheni) cadendo a terra sono successivamente dispersi soprattutto da insetti tipo formiche (disseminazione mirmecoria). In questo tipo di piante avviene anche un altro tipo di dispersione: zoocoria. Infatti gli uncini delle brattee dell'involucro (se presenti) si agganciano ai peli degli animali di passaggio disperdendo così anche su lunghe distanze i semi della pianta. Inoltre per merito del pappo (se presente) il vento può trasportare i semi anche a distanza di alcuni chilometri (disseminazione anemocora).

## Distribuzione e habitat
Le specie di questo gruppo sono distribuite soprattutto in Africa nell'emisfero australe con habitat da temperato a subtropicale. Sono presenti inoltre in Marocco, Algeria, Chad, Somalia e Yemen. Nella tabella sottostante sono indicate in dettaglio le distribuzioni relative ai vari generi della sottotribù.

## Sistematica
La famiglia di appartenenza di questa voce (Asteraceae o Compositae, nomen conservandum) probabilmente originaria del Sud America, è la più numerosa del mondo vegetale, comprende oltre 23.000 specie distribuite su 1.535 generi, oppure 22.750 specie e 1.530 generi secondo altre fonti (una delle checklist più aggiornata elenca fino a 1.679 generi). La famiglia attualmente (2021) è divisa in 16 sottofamiglie; la sottofamiglia Asteroideae è una di queste e rappresenta l'evoluzione più recente di tutta la famiglia.
Genere tipo: Pentzia Thunb. (a sua volta specie tipo Pentzia crenata Thunb.).

### Filogenesi
Il gruppo di questa voce è descritto nella tribù Anthemideae, una delle 21 tribù della sottofamiglia Asteroideae). Da un punto di vista filogenetico, la tribù Anthemideae fa parte del supergruppo (o sottofamiglia) "Asteroideae grade"; l'altro è il supergruppo "Non-Asteroideae" contenente il resto delle sottofamiglie delle Asteraceae. All'interno del supergruppo è vicina alle tribù Senecioneae, Calenduleae, Gnaphalieae e Astereae.
In base alle ultime ricerche nella tribù sono stati individuati (provvisoriamente) 4 principali lignaggi (o cladi): "Southern hemisphere grade", "Asian-southern African grade", "Eurasian grade" e "Mediterranean clade". La sottotribù di questa voce è compresa nel clade "Asian-southern African grade" insieme alle sottotribù Artemisiinae e Handeliinae.
Inizialmente tutte le specie erano raggruppate nel genere Pentzia, in seguito studi successivi hanno smembrato il genere nell'attuale configurazione. Da analisi filogenetiche questo gruppo risulta essere un “forte” clade (monofiletico) formato dai 6 generi:  Cymbopappus, Foveolina, Marasmodes, Oncosiphon, Pentzia e Rennera, mentre il genere  Myxopappus per il momento ha una posizione ambigua in quanto per alcuni caratteri può essere considerato “gruppo fratello” del resto della sottotribù, ma per altre caratteristiche si trova più vicino alla sottotribù Cotulinae (forse conseguenza di eventi di ibridazione). Il cladogramma a lato (estratto dallo studio citato e semplificato) costruito sull'analisi molecolare di alcune specie della sottotribù propone una possibile configurazione filogenetica di questa sottotribù.
|  | Pentzia     |
|  |             |
|  | Marasmodes  |
|  |             |
|  | Cymbopappus |
|  |             |

|  | Foveolina  |
|  |            |
|  | Oncosiphon |
|  |            |

|  | Pentzia     |
|  |             |
|  | Marasmodes  |
|  |             |
|  | Cymbopappus |
|  |             |

|  | Foveolina  |
|  |            |
|  | Oncosiphon |
|  |            |

|  | Pentzia     |
|  |             |
|  | Marasmodes  |
|  |             |
|  | Cymbopappus |
|  |             |

|  | Foveolina  |
|  |            |
|  | Oncosiphon |
|  |            |

|  | Pentzia     |
|  |             |
|  | Marasmodes  |
|  |             |
|  | Cymbopappus |
|  |             |

|  | Foveolina  |
|  |            |
|  | Oncosiphon |
|  |            |

I caratteri distintivi delle specie di questa sottotribù sono:
- l'indumento è formato da peli basifissi (raramente mediafissi);
- il ricettacolo è privo di pagliette;
- il tessuto endoteciale delle antere non è polarizzato.

Numero cromosomico delle specie della sottotribù: 2n = 12, 14, 16 e 18.
Tempi di divergenza (milioni di anni - Ma) in base all'"orologio molecolare":
- 8 Ma: Myxopappus 
- 3,5 Ma: Marasmodes 
- 3,2 Ma: Foveolina  e Oncosiphon 
- 2,8 Ma: Cymbopappus 
- 2,2 Ma: Pentzia 

### Composizione della sottotribù
La sottotribù comprende 6 generi e 60 specie.
| Genere                            | N. specie | Distribuzione                                                             | Caratteri più significativi | Numeri cromosomici   | Fiori |
| --------------------------------- | --------- | ------------------------------------------------------------------------- | --- | -------------------- | ----- |
| Cymbopappus B.Nord, 1976          | 3         | Africa meridionale                                                        | L'indumento è fatto di peli basifissi. - I capolini sono del tipo radiati e peduncolati (o subsessili). - Gli acheni all'apice possiedono una lunga corona obliqua con alcune scaglie.                                   |                      |       |
| Foveolina Källersjö, 1988         | 5         | Africa meridionale (Provincia del Capo e Namibia)                         | Il pericarpo e la corona apicale del pappo hanno degli ispessimenti spugnosi. - Gli acheni sono provvisti di cellule miogeniche. - Gli acheni hanno tre coste appena visibili.                                           |                      |       |
| Marasmodes DC., 1838              | 11        | Provincia el Capo                                                         | I tubi delle corolle hanno dei spessi filamenti vascolari. - Il pericarpo contiene cellule miogeniche. - L'apice degli acheni è provvisto di 7 - 10 scaglie ellittiche.                                                  |                      |       |
| Myxopappus <smal> Källersjö, 1988 | 2         | Africa meridionale (Provincia del Capp e Namibia                          | I capolini sono di tipo disciformi. - L'indumento è fatto di peli basifissi. - L'achenio all'apice ha una corona fatta di cellule miogeniche.                                                                            | 2n = 14              |       |
| Oncosiphon Källersjö, 1988        | 8         | Africa meridionale (Provincia del Capo). Altrove sono naturalizzate.      | I capolini sono larghi. - Le foglie sono variamente pennate. - Gli acheni dei fiori centrali del disco sono privi di cellule miogeniche.                                                                                 | 2n = 12 e 16         |       |
| Pentzia Thunb., 1800              | 31        | Africa (settentrionale, orientale e meridionale) e nella Penisola Arabica | Le foglie sono di tipo ericoide. - Il tubo delle corolle è snello e percorso da alcune bande vascolari. - L'apice degli acheni è formato da alcune auricole in posizione adassiale e una corona di 3 - 5 lunghe scaglie. | 2n = 12, 14, 16 e 18 |       |

Nota: il genere Rennera  Merxm., in precedenti trattazioni incluso in questa sottotribù, in base ad analisi filogenetiche sul DNA, è risultato sinonimo del genere Pentzia in quanto nidificato al suo interno.